# Cyclocephala compacta
Cyclocephala compacta är en skalbaggsart som beskrevs av Brett C.Ratcliffe 2008. Cyclocephala compacta ingår i släktet Cyclocephala och familjen Dynastidae. Inga underarter finns listade i Catalogue of Life.